# Purpuricenus kabakovi
Purpuricenus kabakovi är en skalbaggsart som beskrevs av Alexander Ivanovich Miroshnikov 1990. Purpuricenus kabakovi ingår i släktet Purpuricenus och familjen långhorningar.
Artens utbredningsområde är:
- Afghanistan.
- Pakistan.

Inga underarter finns listade i Catalogue of Life.